# Stactobia gerutu
Stactobia gerutu is een schietmot uit de familie Hydroptilidae. De soort komt voor in het Oriëntaals gebied.